# DAZAP1
DAZAP1 (англ. DAZ associated protein 1) – білок, який кодується однойменним геном, розташованим у людей на короткому плечі 19-ї хромосоми. Довжина поліпептидного ланцюга білка становить 407 амінокислот, а молекулярна маса — 43 383.
| 10         |  | 20         |  | 30         |  | 40         |  | 50         |
| ---------- |  | ---------- |  | ---------- |  | ---------- |  | ---------- |
| MNNSGADEIG |  | KLFVGGLDWS |  | TTQETLRSYF |  | SQYGEVVDCV |  | IMKDKTTNQS |
| RGFGFVKFKD |  | PNCVGTVLAS |  | RPHTLDGRNI |  | DPKPCTPRGM |  | QPERTRPKEG |
| WQKGPRSDNS |  | KSNKIFVGGI |  | PHNCGETELR |  | EYFKKFGVVT |  | EVVMIYDAEK |
| QRPRGFGFIT |  | FEDEQSVDQA |  | VNMHFHDIMG |  | KKVEVKRAEP |  | RDSKSQAPGQ |
| PGASQWGSRV |  | VPNAANGWAG |  | QPPPTWQQGY |  | GPQGMWVPAG |  | QAIGGYGPPP |
| AGRGAPPPPP |  | PFTSYIVSTP |  | PGGFPPPQGF |  | PQGYGAPPQF |  | SFGYGPPPPP |
| PDQFAPPGVP |  | PPPATPGAAP |  | LAFPPPPSQA |  | APDMSKPPTA |  | QPDFPYGQYA |
| GYGQDLSGFG |  | QGFSDPSQQP |  | PSYGGPSVPG |  | SGGPPAGGSG |  | FGRGQNHNVQ |
| GFHPYRR    |  |            |  |            |  |            |  |            |

A: Аланін

C: Цистеїн

D: Аспарагінова кислота

E: Глутамінова кислота

F: Фенілаланін

G: Гліцин

H: Гістидин

I: Ізолейцин

K: Лізин

L: Лейцин

M: Метіонін

N: Аспарагін

P: Пролін

Q: Глутамін

R: Аргінін

S: Серин

T: Треонін

V: Валін

W: Триптофан

Кодований геном білок за функцією належить до білків розвитку. 
Задіяний у таких біологічних процесах, як диференціація клітин, сперматогенез, ацетилювання, альтернативний сплайсинг. 
Білок має сайт для зв'язування з РНК. 
Локалізований у цитоплазмі, ядрі.